# 供託金
供託金（きょうたくきん、英語: deposit）とは、法令の規定により法務局などの供託所に供託された金銭。
公職選挙において、売名や泡沫候補の乱立を阻止するための制度。金額は出馬する選挙によって異なり、供託金没収点に達しない得票率の場合は全額没収され、逆に落選しても一定の得票を得ると全額返還される。インターネットの普及で、一部の選挙では泡沫候補目線で売名メリットが「供託金没収」を上回るようになっている。
本項では、特に、選挙において立候補者が供託する金銭（選挙供託）について記述している。

## 概要
選挙における供託金は、被選挙人（＝候補者）が公職選挙に立候補する際、国によっては選挙管理委員会などに対して寄託することが定められている場合に納める金銭または債券などのことである。
当選または一定以上の結果を残した場合には供託金は全て返還されるが、有効投票総数に対して一定票（供託金没収点）に達しない場合は没収される。この場合において、法定得票と供託金没収点は一致しない（供託金没収点は法定得票より若干少ない）。
供託金は原則として現金または債券で供託することになっているが、日本など一部の国では、割引債で納めれば金利の分だけ支出を抑えることができた。ただし、日本では2002年11月以降は金融機関向けに短期のものしか発行されておらず、かつマイナス金利のためメリットはなく、利用されていない。

## 日本
衆院選・参院選の比例区に名簿を提出する政党・政治団体及び比例区選挙を除く公職選挙の立候補者は、供託所（法務局・地方法務局の本局・支局・出張所）に所定の金額を現金又は国債証書（振替国債を含む）により供託した上で、立候補の届出に際し供託を証明する書面（供託書正本）を提出しなければならない（公選法92条）。
衆院選・参院選の比例区では名簿届出政党等が獲得した議席数に応じて供託金の全額または一定額が返還され、残額は没収される。それ以外の選挙では被選挙人の得票数が公選法92条所定の得票数（供託金没収点）を上回った場合には全額が返還され、下回った場合には全額が没収される。また、立候補届出後に届出を取り下げた場合や立候補を辞退した場合にも全額が没収される。没収された供託金は国政選挙の場合は国庫に、地方選挙の場合は当該地方自治体に帰属する（公選法93条・94条）。
2021年現在の供託金の金額および供託金没収点は以下の通りである。補欠選挙の場合もこれに準ずる。
| 区分     | 選挙の種類                     | 供託金の金額                                     | 供託金没収点                               |
| -------- | ------------------------------ | ------------------------------------------------ | ------------------------------------------ |
| 国会議員 | 衆院選（小選挙区）             | 300万円                                          | 有効投票総数の10分の1                      |
| 国会議員 | 衆院選（比例区）               | 名簿単独登載者数×600万円 +重複立候補者数×300万円 | （注1）                                    |
| 国会議員 | 参院選（選挙区）               | 300万円                                          | 有効投票総数と議員定数（注2）の商の8分の1  |
| 国会議員 | 参院選（比例区）               | 名簿登載者数×600万円                             | （注3）                                    |
| 地方首長 | 都道府県知事選挙               | 300万円                                          | 有効投票総数の10分の1                      |
| 地方首長 | 市長選挙（政令指定都市）       | 240万円                                          | 有効投票総数の10分の1                      |
| 地方首長 | 市区長選挙                     | 100万円                                          | 有効投票総数の10分の1                      |
| 地方首長 | 町村長選挙                     | 50万円                                           | 有効投票総数の10分の1                      |
| 地方議員 | 都道府県議会議員選挙           | 60万円                                           | 有効投票総数と議員定数（注2）の商の10分の1 |
| 地方議員 | 市議会議員選挙（政令指定都市） | 50万円                                           | 有効投票総数と議員定数（注2）の商の10分の1 |
| 地方議員 | 市区議会議員選挙               | 30万円                                           | 有効投票総数と議員定数（注2）の商の10分の1 |
| 地方議員 | 町村議会議員選挙               | 15万円                                           | 有効投票総数と議員定数（注2）の商の10分の1 |

1. 表中所定の金額を供託した名簿届出政党等は「選挙区で当選した重複立候補者数×300万円+比例区議席割り当て数×2×600万円」の範囲で供託金の返還を受けられる。たとえば、重複立候補者3名と単独立候補者2名を比例区に立て、重複立候補者2名が選挙区で当選し、比例区で1議席の割り当てを受けた政党の供託金は（3×300万円+2×600万円=）2100万円であり、そのうち返還を受けられるのは（2×300万円+1×2×600万円=）1800万円となる。返還受けられる金額が供託金を上回る場合は、供託金が全額返還となる。
2. ここでいう「議員定数」は参議院議員選挙においては通常選挙における当該選挙区内の議員の定数（非改選期の補欠選挙を同時執行（合併選挙）するために通常選挙より定数が多くなる場合はその定数）、地方議会議員選挙においては当該選挙区内の議員の定数（選挙区がないときは議員の定数）のことを指す。補欠選挙の場合も通常時の議員定数を参照することに注意。
3. 表中所定の金額を供託した名簿届出政党等は「比例区議席割り当て数×2×600万円」の範囲で供託金の返還を受けられる。従って名簿の半数以上が当選した場合は供託金が全額返還となる。

過去の選挙において、選挙運動用のはがきなどを、他の陣営に横流しして売買した候補や、選挙公報等を用いて、特定の商品の宣伝を行った政党などが問題になったため、選挙公営が充実している選挙ほど、供託金の額が高額になっている。

### 供託金没収点・抵触事例
なお、供託金没収点を下回った場合は、選挙公営による公費負担の一部を受けられなくなる。具体的には、選挙運動用自動車の使用（公選法141条7項）、はがき・ビラの作成（同142条10項）、看板・ポスター等の作成（同143条14項）、演説会用の立札等の作成（同164条の2、6項）などを自費で賄わなければならなくなる。また、衆院選の重複立候補者で、小選挙区で供託金没収点を下回った者は、比例復活当選の資格を失う（同法95条の2、6項）。
2005年（平成17年）の第44回衆議院議員総選挙に東京都第22区から立候補した日本共産党の若林義春は、小選挙区と比例代表(東京ブロックの党内名簿1位)の重複で立候補した。日本共産党は比例東京ブロックで1議席を獲得し、小選挙区で落選していたが比例代表東京ブロック名簿第1位に重複立候補していた若林が復活当選したかに見えた。しかし、小選挙区での得票数28,356票であり、有効投票総数10%未満という供託金没収点を下回っていた。そのため、前述の規定により、若林は復活当選の資格を失い、同党の東京ブロック比例名簿2位で比例単独候補だった元参議院議員の笠井亮が繰上当選となった。
また、2021年（令和3年）の第49回衆議院議員総選挙ではれいわ新選組が衆院選比例東海ブロックで1議席獲得可能な得票であったが、小選挙区との重複立候補者として比例名簿に登載されていた2候補が小選挙区の有効投票総数の10%を下回った。そのため、供託金の没収と共に、公職選挙法の規定に基づいて名簿から削除された。れいわ新選組には比例東海ブロックに単独候補がいなかったため、この1議席は次点の公明党候補が獲得した。

### 歴史
初期の衆議院議員総選挙は立候補届出制を採っていなかったため、被選挙権さえあれば供託金はもちろん、立候補手続きさえ取らずに有権者からの投票を受けることができた。1925年の普通選挙法制定に伴い、候補者届出制に移行するとともに、売名目的での立候補を抑制しつつ、社会主義政党の国政進出を防ぐ目的もあって、当時の公務員初年俸の2倍に相当する、2,000円の供託義務が定められた。
1950年に制定された公職選挙法でもこの制度が引き継がれ、以後改正の度に金額が高騰していった。選挙公営の充実化を理由に、金額の上昇幅は物価の上昇幅よりも大きく設定された。勝算度外視でほぼ全ての選挙区に候補者を擁立していた日本共産党を除く55年体制期の主要政党（自民・社会・公明・民社）は、供託金を没収されることが少なく、さらに供託金額の引き上げは、新人候補や小政党の出馬を抑制する効果があるため、国会で金額引き上げを批判したのは、共産党など少数に留まった。
公職選挙法制定後の供託金額の推移は以下の通りである。なお、中選挙区制時代の衆院選では「有効投票総数と議員定数の商の5分の1」を、廃止された教育委員の選挙では「有効投票総数と委員定数の商の10分の1」をそれぞれ供託金没収点としていた。それ以外の選挙では供託金没収点の変更はない。また、町村の教育委員の選挙では供託金を納める必要がなかった。
| 区分     | 選挙の種類                     | 1950年           | 1952年           | 1956年           | 1962年           | 1969年           | 1975年           | 1982年           | 1992年           | 1994年           | 2020年 |
| -------- | ------------------------------ | ---------------- | ---------------- | ---------------- | ---------------- | ---------------- | ---------------- | ---------------- | ---------------- | ---------------- | ------ |
| 国会議員 | 衆院選（選挙区）               | 3                | 10               | 10               | 15               | 30               | 100              | 200              | 300              | 300              | 300    |
| 国会議員 | 衆院選（比例区）               | -                | -                | -                | -                | -                | -                | -                | -                | 600              | 600    |
| 国会議員 | 参院選（選挙区）               | 3                | 10               | 10               | 15               | 30               | 100              | 200              | 300              | 300              | 300    |
| 国会議員 | 参院選（全国区）               | 3                | 10               | 20               | 30               | 60               | 200              | -                | -                | -                | -      |
| 国会議員 | 参院選（比例区）               | -                | -                | -                | -                | -                | -                | 400              | 600              | 600              | 600    |
| 地方首長 | 都道府県知事選挙               | 3                | 10               | 10               | 15               | 30               | 100              | 200              | 300              | 300              | 300    |
| 地方首長 | 市長選挙（政令指定都市）       | -                | -                | -                | 10               | 20               | 60               | 120              | 240              | 240              | 240    |
| 地方首長 | 市区長選挙                     | 1.5              | 2.5              | 2.5              | 4                | 8                | 25               | 50               | 100              | 100              | 100    |
| 地方首長 | 町村長選挙                     | （供託金は不要） | （供託金は不要） | （供託金は不要） | 2                | 4                | 12               | 24               | 50               | 50               | 50     |
| 地方議員 | 都道府県議会議員選挙           | 1                | 2                | 2                | 3                | 6                | 20               | 40               | 60               | 60               | 60     |
| 地方議員 | 市議会議員選挙（政令指定都市） | -                | -                | -                | 2.5              | 5                | 15               | 30               | 50               | 50               | 50     |
| 地方議員 | 市区議会議員選挙               | 0.5              | 1                | 1                | 1.5              | 3                | 10               | 20               | 30               | 30               | 30     |
| 地方議員 | 町村議会議員選挙               | （供託金は不要） | （供託金は不要） | （供託金は不要） | （供託金は不要） | （供託金は不要） | （供託金は不要） | （供託金は不要） | （供託金は不要） | （供託金は不要） | 15     |
| 教育委員 | 都道府県教育委員選挙           | 1                | 4                | 4                | -                | -                | -                | -                | -                | -                | -      |
| 教育委員 | 市区教育委員選挙               | 0.5              | 1                | 1                | -                | -                | -                | -                | -                | -                | -      |

供託金額の引き下げや、供託金没収点の緩和は一度も行われていない。2009年の第45回総選挙を前に自民党の共産空白区への懸念から国政選挙供託金引き下げ法案が国会に提出されたことがあるが、廃案となった（野党候補が少ない場合、自民党反対派の有権者の票が少数の野党候補に集中してしまうため、自民党の候補者が落選しやすくなる。）。

### 裁判と合憲判決
高額の供託金制度は「立候補の自由」を保障する憲法15条1項や、国会議員資格について、財産・収入で差別することを禁ずる憲法44条の規定に反し「違憲無効である」と主張されて、いくつかの訴訟が起こされていた。しかし、最高裁判所は憲法47条が国会議員選挙制度の決定に関して、国会に合理的な範囲での裁量権を与えていることを指摘した上で、供託金制度は不正目的での立候補の抑制と、慎重な立候補の決断を期待するための合理的な制度であるなどとして、いずれも合憲判決を出している。上記の裁判の原告及び弁護を担当している宇都宮健児は「判例としての先例性はない」と主張している。同裁判は2020年12月に上告が却下されて原告の敗訴が確定した。最高裁は「供託金制度は立候補を萎縮させる効果があり、立候補の自由に対する制約になっている」としつつも、「制度決定は国会の裁量で、それを逸脱しているとは言えない」とした。

### 売名収益問題
選挙を利用した売名メリットが「供託金300万円没収」を上回る東京都知事選挙では、候補者乱立が起きている。2024年東京都知事選挙では立候補者の人数が過去最高となった。2024年都知事選において、300万円の供託金では売名目的抑制には足りず、過去最高の50人以上の候補者数が乱立した。都道府県知事選では有効投票総数の10分の1に届かなかった場合は300万円の供託金が没収されるものの、出馬による知名度アップによるメリットが上回るようになってしまった。河村和徳は「昔は没収のリスクが高かったが、今は（出馬後の知名度アップによって）ネット収入で賄えてしまうこともあるのではないか。制度が想定していない事態が起きている」と危惧を表明している。都道府県知事選挙や国政選挙（選挙区）の供託金が300万円なのは、ラーメン物価が2024年時点の40％だった32年前の1992年時点と変わっていない。サンケイスポーツは、「諸物価上昇の中、値段を変えず〝量〟だけ増えるのは都知事選ぐらいだろう」と皮肉っている。高橋洋一は、消費者物価指数とインフレ率を考慮すれば320万円にしてもいいだろうが、仮に大幅に引き上げても、どこまで抑制効果があるのか疑問であるとした。
上脇博之は、供託金により立候補を制限するのは基本的人権である選挙権の侵害であり、国会の立法裁量には委ねられるものではないこと、不正目的での立候補を排除するには公職選挙法第221条以下の規定で事足りること、そして「売名」かどうかは国民の審判に委ねるべきだと主張している。
供託金制度を導入している他国と比較しても、日本の供託金額は高いため、「立候補の権利を不当に抑制している」との批判がある。そのためアメリカ合衆国やフランスなどのように「住民による署名を一定数集める」といった代替案が提案されている。

## 日本以外における供託金
日本の供託金は先進国で突出して高い。先進国では選挙人推薦制度が多い。供託金制度があるのは2024年時点でOECD諸国では38か国中13か国、G7では日本とイギリスだけである。また供託金の代わりに手数料を求める国があるが、いずれも日本の供託金に比べると微々たる金額である。新興国では高い場合が多い。
また、アメリカ合衆国・フランス・ドイツ・イタリアなどは、選挙の供託金制度がなく、フランスに至っては、上院200フランス・フラン(約4千円)、下院1,000フラン(約2万円)の供託金すら批判の対象となり、1995年に供託金制度が廃止されている。カナダでは2007年に違憲判決が出され、連邦下院選で供託金が廃止されるかわりに有権者100人の署名が必要になった。
| 選挙                             | 金額                                            | 没収点                                             | 備考                                                                                                |
| -------------------------------- | ----------------------------------------------- | -------------------------------------------------- | --------------------------------------------------------------------------------------------------- |
| イギリス（下院）                 | 500ポンド(約8万円)                              | 小選挙区制で5%                                     | |
| アイルランド（下院）             | 500ユーロ(約6万5千円)                           | 単記移譲式でドループ基数の25%                      | 政党公認候補と30名の推薦人を得た候補は供託免除                                                      |
| オランダ（下院）                 | 1政党当たり11,250ユーロ(約150万円)              | 比例代表制で0.5%                                   | 現職議員が所属する政党は供託免除                                                                    |
| カナダ議会                       | 1,000カナダドル(約10万円)                       | 小選挙区制で10%                                    | 収支報告の提出により没収免除                                                                        |
| オーストラリア（上院）           | 2,000オーストラリア・ドル(約18万4千円)          | 優先順位付（単記移譲式）投票の1位票で4%            | |
| オーストラリア（下院）           | 1,000オーストラリア・ドル(約9万2千円)           | 優先順位付投票（Instant-runoff voting）の1位票で4% | |
| ニュージーランド議会（選挙区）   | 300ニュージーランド・ドル(約2万4千円)           | 5%                                                 | |
| ニュージーランド議会（比例代表） | 1政党当たり1,000ニュージーランド・ドル(約8万円) | 0.5%                                               | |
| インド（上院）                   | 10,000インド・ルピー(約1万7千円)                | 6分の1                                             | |
| インド（下院）                   | 25,000インド・ルピー(約4万2千円)                | 6分の1                                             | |
| マレーシア（上院）               | 5,000リンギット(約16万円)                       | 12.5%                                              | |
| マレーシア（下院）               | 10,000リンギット(約31万円)                      | 12.5%                                              | |
| 香港立法会（直接選挙）           | 50,000香港ドル(約65万円)                        | 3%                                                 | |
| 香港立法会（職能団体別）         | 25,000香港ドル(約32万円)                        | 3%                                                 | |
| シンガポール国会                 | 16,000シンガポールドル(約126万円)               | 12.5%                                              | |
| 中華民国立法院                   | 20万ニュー台湾ドル(約67万円)                    | 有権者総数と議員定数の商の10分の1                  | |
| 韓国国会                         | 1,500万ウォン(約135万円)                        | 小選挙区制で10%（15%未満は半額没収）               | 比例代表制では政党に議席の割り当てがない場合にのみ没収され、1議席でも割り当てがあれば全額返還される |
| トルコ議会                       | 7,734トルコリラ(約40万円)                       | 返還されない                                       | 政党公認候補は供託免除                                                                              |
| ウクライナ議会（選挙区）         | 13,224フリヴニャ(約16万円)                      |                                                    | 落選または登録無効の場合に没収                                                                      |
| ウクライナ（比例代表）           | 1政党当たり220万4千フリヴニャ(約2700万円)       | 5%                                                 | 得票率5%未満の場合、議席が割り当てられず供託金も没収となる                                          |